# سالم غانم الحريص
سالم غانم مزعل غانم جريس الحريص ، مواليد الكويت (1924 - 1982) نائب سابق في مجلس الأمة الكويتي.

## سيرته البرلمانية
شارك في انتخابات مجلس الأمة الكويتي 1963 في الدائرة التاسعة وحصل على المركز الخامس برصيد 436 صوت وفاز بالانتخابات ، وشارك في انتخابات مجلس الأمة الكويتي 1967 في الدائرة التاسعة وحصل على المركز السادس برصيد 633 صوت وخسر بالانتخابات ، وشارك في انتخابات مجلس الأمة الكويتي 1971 في الدائرة التاسعة وحصل على المركز السابع برصيد 709 صوت وخسر بالانتخابات ، وشارك في انتخابات مجلس الأمة الكويتي 1975 في الدائرة التاسعة وحصل على المركز الثامن برصيد 656 وخسر بالانتخابات.

## عن حياته
ولد سالم بن غانم بن مزعل بن غانم بن جريس الحريص بالكويت في فريج الفرج عام 1924 ، وبدأ تعليمة علي يد الملا حمادة ثم حفظ القرآن وختمه على يد الملا مرشد ثم دخل بعد ذلك مدرسة المباركيه وتعلم بها باقي العلوم كما تعلم أيضا اللغة الإنكليزية في المستشفى الأمريكي إضافة إلى تعلمه اللغة الفارسية، وعمل بعد التعلم بالتجارة وخاصة بالمواد الغذائية وتجارة الأقمشة والسيارات والعقار والمقاولات ثم أصبح له محل في سوق الدهن مما جعل الحكومة تختاره هو وأربعة آخرين لكي يصبحوا وكلاء التموين في الكويت أثناء الحرب العالمية الثانية وبرع في تسجيل وتصنيف البطاقات مما جعله مشهورا ً (براعي البطاقة) وهي التي أصبحت فيما بعد الوثيقة الأصلية للتجنيس، حتى أصبح يعرف باسم (سالم راعي الكفالة). 